# Mourinho and the Special Ones
Mourinho and the Special Ones é uma série de desenhos animados portuguesa criada por Pedro Matias Maria e desenvolvida por Sports Stars Media, com base no treinador de futebol José Mourinho. Estreou-se na Sociedade Independente de Comunicação a 31 de agosto de 2013.

## Elenco de dobragem
- Cristina Basílio
- Diogo Mesquita
- Filipe Pinto
- Joana Castro
- Luís Franco Bastos
- Michel Simeão
- Mónica Pedroto
- Paulo Espírito Santo
- Pedro Bargado
- Ricardo Monteiro
- Rita Brito
- Rita Ruaz
- Rui Paulo
- Sérgio Calvinho
- Tiago Retrê